# Riu San Salvador (Uruguai)
El San Salvador és un riu de l'Uruguai que té el seu origen a la cuchilla (nom local per a les cadenes de turons) del mateix nom, prop de la ciutat de Dolores, al departament de Soriano. Desemboca en el riu Uruguai. Es troba en una de les zones més fèrtils del país, on es conrea blat, lli i gira-sol.